# Roosterenthalpie

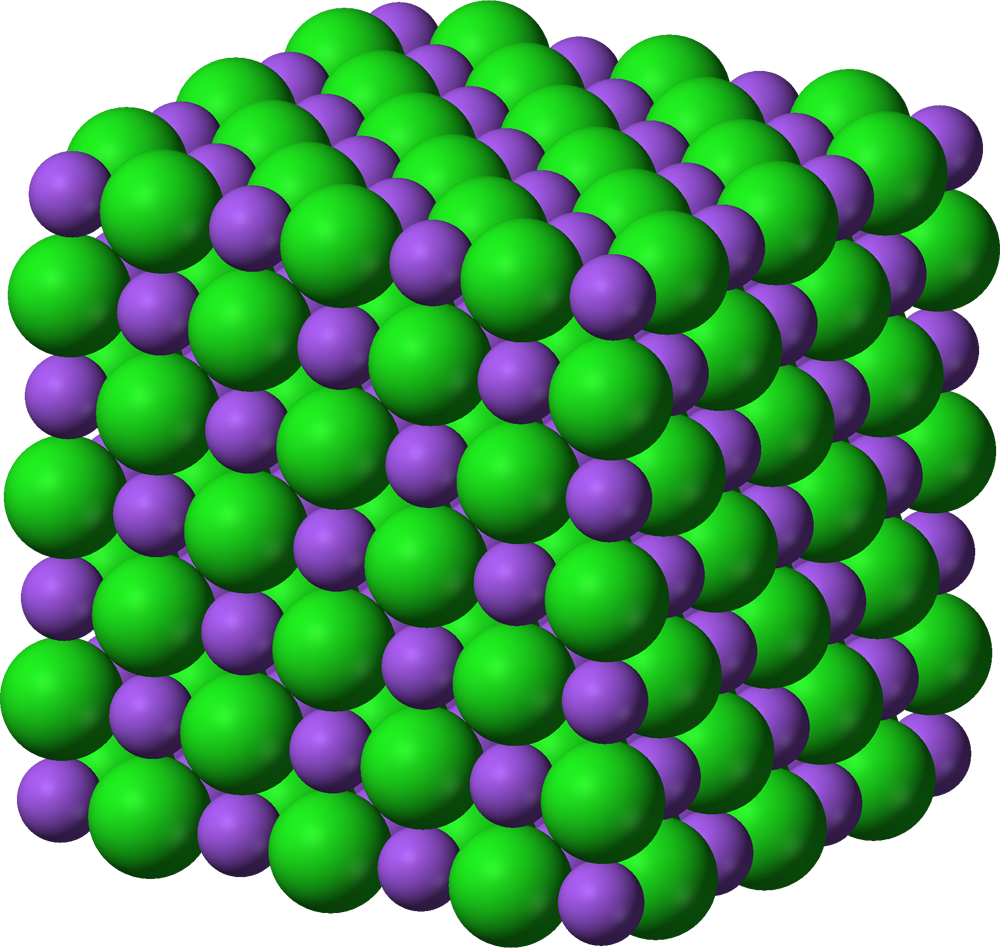
Natriumchloride kristalrooster

De roosterenthalpie is de verandering van enthalpie die optreedt ten gevolge van de vorming van een zuiver ionaire binding bij de vorming van een zoutkristal uit zijn losse ionen.
Als voorbeeld de reactievergelijking van dat proces bij natriumchloride:
Na+ (g) + Cl− (g) → NaCl (s)
De vorming van de ionaire binding kan kwalitatief verklaard worden als het uitwisselen van elektronen terwijl de roosterenergie een meer kwantitatieve, zuiver fysische aanpak hanteert. Daarbij moet worden opgemerkt dat er naar verhouding weinig verbindingen zijn die echt zuiver ionogeen zijn, omdat er vaak ook een covalente bijdrage tot de binding is. Indien deze bijdrage te groot is moet het relatief simpele ionogene model vervangen worden door tamelijk veeleisende kwantummechanische berekeningen.
Roosterenthalpie kan zowel met behulp van elektrostatica als thermodynamica worden beschouwd.

## Elektrostatische benadering

### Afleiding van de formule
Volgens de fysische wet van Coulomb kan de potentiële energieverandering per mol voor het bijeenbrengen van tegengestelde ladingen (hier als voorbeeld Na+ en Cl−) beschreven worden als:
{\displaystyle \Delta H=-{\frac {1}{4\pi \epsilon _{0}}}\cdot {\frac {z^{2}e^{2}}{r_{0}}}\cdot {N_{A}}}
met:
ε0 de permittiviteit van het vacuüm (8,854 × 10−12 Fm−1)
z de ionlading voor zouten waarbij z+ = |z−|
e de elementaire lading van het elektron (1,602 × 10−19 C)
r0 de som van de ionstralen (voor NaCl: r0 = 0,282 nm)
NA het getal van Avogadro (6,022 × 1023 mol−1)
Deze formule geldt echter enkel in één dimensie, terwijl de coulombaantrekkingskracht in drie dimensies werkt. We dienen dus niet alleen rekening te houden met de aantrekking tussen één kation en één anion op afstand r0, maar ook met de afstoting tussen gelijke ladingen op 2r0, 4r0, 6r0,... en de aantrekking tussen tegengestelde ladingen op 3r0, 5r0, 7r0,...
Door verdere uitwerking blijkt nu dat de uitdrukking voor drie dimensies recht evenredig is met voorgaande uitdrukking voor één dimensie. De evenredigheidsfactor M, de madelungconstante, die alleen afhangt van de ruimtelijke structuur van het rooster, dat is de kristalstructuur.
De formule wordt dus:
{\displaystyle \Delta H_{\text{3D}}=-{\frac {1}{4\pi \epsilon _{0}}}\cdot {\frac {z^{2}e^{2}}{r_{0}}}\cdot {N_{A}}\cdot {M}}

#### Voorbeeld
Voor NaCl kan men met de volgende gegevens gemakkelijk de roosterenergie berekenen.
ε0 = 8,854 × 10−12 Fm−1
z+ = |z−| = 1
e = 1,602 × 10−19 C
r0 = 0,282 nm
NA = 6,022 × 1023 mol−1
M = 1,7476 (omdat NaCl een kubisch kristalstelsel heeft)
Dus de roosterenergie van NaCl bedraagt: ΔH = −863 kJ·mol−1
In deze berekening is geen rekening gehouden met de afstoting tussen de kernen van kation en anion. Als we deze repulsie erbij zouden nemen, levert dit een roosterenergie van −780 kJ·mol−1.

### Gevolgen voor de kristalstructuur
Een ionische binding levert voor het atoom een stabiele elektronenconfiguratie op. Deze configuratie bestaat uit volledig bezette of half bezette hoofd- of nevenschillen. Het bereikte ladingsverschil tussen de twee ionen bepaalt dus de sterkte van de ionische binding. Het stapelen van de ionen in het kristalrooster is echter een probleem doordat de ionen een verschillende ionstraal hebben. Kleinere kationen kunnen bijvoorbeeld met meer rond één groot anion.
Een verband tussen de verhouding van de ionstralen, het coördinatiegetal en de coördinatiestructuur (gegeven in onderstaande tabel) volgt hier dus automatisch uit.
| verhouding ionstralen r+/r− | coördinatiegetal | kristalstructuur |
| --------------------------- | ---------------- | ---------------- |
| r+/r− < 0,135               | 2                | Lineair          |
| 0,135 < r+/r− < 0,225       | 3                | Driehoekig       |
| 0,225 < r+/r− < 0,414       | 4                | Tetrahedraal     |
| 0,414 < r+/r− < 0,732       | 6                | Octahedraal      |
| 0,732 < r+/r−               | 8                | Kubisch          |

#### Voorbeelden
NaCl (haliet/keukenzout): r+/r− = 0,102 / 0,180 = 0,57 → octahedraal
CsCl: r+/r− = 0,170 / 0,180 = 0,94 → kubisch

## Thermodynamische benadering
Roosterenthalpieën kunnen niet worden gemeten. Echter, een Born-Habercyclus berekent de roosterenthalpie door het vergelijken van de standaard vormingsenthalpie van een zout met de enthalpieveranderingen bij het produceren van ionen in de gastoestand uit de niet-ontleedbare stoffen. De Wet van Hess wordt hierbij toegepast. Een proces waarbij een zout ontstaat uit vrije ionen is altijd exotherm. Dat betekent dat de roosterenthalpie ΔHL = Hzout − Hvrije ionen altijd negatief is. De roosterenthalpie van een zout is een maat voor bindingssterkte in zo’n ionaire verbinding, hoe sterker negatief de roosterenthalpie is, des te sterker de ionaire binding.

### Factoren die de roosterenthalpie beïnvloeden
Roosterenthalpie is afhankelijk van ionstraal en ionlading. De elektrostatische benadering laat dit zien.
De volgende gegevens van alkalimetaalfluorides laten zien dat, zoals verwacht, de roosterenthalpie minder negatief is naarmate het alkali-ion groter is. Mede op grond van deze gegevens is afgeleid dat de bindingssterkte van overeenkomstige zouten groter is naarmate de ionen kleiner zijn.
| Roosterenthalpie van alkalimetaalfluorides | Roosterenthalpie van alkalimetaalfluorides | Roosterenthalpie van alkalimetaalfluorides | Roosterenthalpie van alkalimetaalfluorides |
| ------------------------------------------ | ------------------------------------------ | ------------------------------------------ | ------------------------------------------ |
| Naam                                       | Formule                                    | Ionstraal kation (pm)                      | Roosterenthalpie (105 Jmol−1)              |
| Lithiumfluoride                            | LiF                                        | 68                                         | −10,4                                      |
| Natriumfluoride                            | NaF                                        | 98                                         | −9,2                                       |
| Kaliumfluoride                             | KF                                         | 133                                        | −8,2                                       |
| Rubidiumfluoride                           | RbF                                        | 148                                        | −7,8                                       |
| Cesiumfluoride                             | CsF                                        | 167                                        | −7,4                                       |

De gegevens in onderstaande tabel illustreren dat, zoals verwacht, de bindingssterkte in zouten groter is bij zouten met grotere ionladingen.
| De invloed van Ionlading op de Roosterenthalpie (enige voorbeelden) | De invloed van Ionlading op de Roosterenthalpie (enige voorbeelden) | De invloed van Ionlading op de Roosterenthalpie (enige voorbeelden) | De invloed van Ionlading op de Roosterenthalpie (enige voorbeelden) | De invloed van Ionlading op de Roosterenthalpie (enige voorbeelden) |
| ------------------------------------------------------------------- | ------------------------------------------------------------------- | ------------------------------------------------------------------- | ------------------------------------------------------------------- | ------------------------------------------------------------------- |
| Naam                                                                | Formule                                                             | Kation                                                              | Anion                                                               | Roosterenthalpie (105 Jmol−1)                                       |
| Natriumchloride                                                     | NaCl                                                                | Na+                                                                 | Cl−                                                                 | −7,8                                                                |
| Magnesiumchloride                                                   | MgCl2                                                               | Mg2+                                                                | Cl−                                                                 | −25,0                                                               |
| Natriumoxide                                                        | Na2O                                                                | Na+                                                                 | O2−                                                                 | −25,3                                                               |
| Magnesiumoxide                                                      | MgO                                                                 | Mg2+                                                                | O2−                                                                 | −38,4                                                               |